# Pierre-Olivier Malherbe
Pierre-Olivier Malherbe ( Vitré, 1569 - provavelmente morto em Espanha, 1616) é considerado o primeiro viajante a ter feito a volta ao mundo por via terrestre.
Pierre-Olivier esteve 27 anos em viagem e só regressou à França em 1609. 
Visitou a China e encontrou-se com Akbar na Índia. Regressado à França, encontrou-se diversas vezes com o Rei Henrique IV para lhe contar sobre o ouro e prata das Índias Orientais. Explicou-lhe sobre os caminhos para alcançar tais locais, e ofereceu-se para liderar uma expedição para o rei.